# Cor Smulders (voetballer)
Cor Smulders (24 mei 1936 – 22 augustus 1995) was een Nederlands voetballer die als rechter middenvelder of aanvaller speelde.
Smulders begon zijn loopbaan bij PSV en speelde tussen 1960 en 1965 in totaal 150 competitiewedstrijden voor N.E.C. waarin hij 41 doelpunten maakte. Hij bouwde af bij Panningen.

## Carrièrestatistieken
| Seizoen         | Club            | Land            | Competitie                   | Competitie | Competitie | Beker | Beker | Internationaal | Internationaal | Overig | Overig | Totaal | Totaal |
| Seizoen         | Club            | Land            | Competitie                   | Wed.       | Dlp.       | Wed.  | Dlp.  | Wed.           | Dlp.           | Wed.   | Dlp.   | Wed.   | Dlp.   |
| --------------- | --------------- | --------------- | ---------------------------- | ---------- | ---------- | ----- | ----- | -------------- | -------------- | ------ | ------ | ------ | ------ |
| 1954/55         | PSV             | Nederland       | Eerste klasse C (Afgebroken) | –          | 0          | –     | –     | 0              | 0              | 0      | 0      | –      | 0      |
| 1954/55         | PSV             | Nederland       | Eerste klasse C              | –          | 4          | –     | –     | 0              | 0              | –      | 2      | –      | 6      |
| 1955/56         | PSV             | Nederland       | Hoofdklasse B                | –          | 1          | –     | –     | 1              | 0              | 0      | 0      | –      | 2      |
| 1956/57         | PSV             | Nederland       | Eredivisie                   | 5          | 1          | –     | 0     | 0              | 0              | 0      | 0      | 5      | 1      |
| 1957/58         | De Graafschap   | Nederland       | Eerste divisie A             | –          | 11         | 1     | 1     | 0              | 0              | 0      | 0      | –      | 12     |
| 1958/59         | De Graafschap   | Nederland       | Eerste divisie A             | –          | 8          | –     | –     | 0              | 0              | 0      | 0      | –      | 8      |
| 1959/60         | PSV             | Nederland       | Eredivisie                   | 9          | 2          | –     | –     | 0              | 0              | 0      | 0      | 9      | 2      |
| 1960/61         | N.E.C.          | Nederland       | Tweede divisie               | 34         | 13         | 4     | 2     | 0              | 0              | 1      | 1      | 39     | 16     |
| 1961/62         | N.E.C.          | Nederland       | Tweede divisie               | 19         | 4          | 1     | 0     | 0              | 0              | 1      | 0      | 21     | 4      |
| 1962/63         | N.E.C.          | Nederland       | Tweede divisie A             | 32         | 9          | 6     | 3     | 0              | 0              | 1      | 0      | 39     | 12     |
| 1963/64         | N.E.C.          | Nederland       | Tweede divisie B             | 30         | 9          | 3     | 1     | 0              | 0              | 1      | 1      | 34     | 11     |
| 1964/65         | N.E.C.          | Nederland       | Eerste divisie               | 25         | 3          | 1     | 0     | 0              | 0              | 0      | 0      | 26     | 3      |
| 1965/66         | N.E.C.          | Nederland       | Eerste divisie               | 10         | 3          | 0     | 0     | 0              | 0              | 0      | 0      | 10     | 3      |
| Carrière totaal | Carrière totaal | Carrière totaal | Carrière totaal              | –          | 68         | –     | 7     | 1              | 0              | –      | 4      | –      | 79     |

## Erelijst
N.E.C.
| Nationaal      |    |         |
| Tweede divisie | 1x | 1963/64 |